# Tyler Childers
Timothy Tyler Childers (Louisa, 21 juni 1991) is een Amerikaanse bluegrass, country en folkzanger. Tevens is hij singer-songwriter. Childers treed op met een begeleidingsband genaamd The Food Stamps.

## Biografie
Tyler groeit op in Lawrence County, Kentucky. Zijn vader (Cody) werkt in een kolenmijn en zijn moeder (Loyran) is verpleegster. Hij leerde zingen in de kerk waar hij zong in het kerkkoor. Hij begon gitaar te spelen en liedjes te schrijven toen hij ongeveer 13 was.
In 2011, toen hij 19 was, bracht Childers zijn eerste album Bottles and Bibles uit. Hij heeft ook twee EP's uitgebracht, opgenomen in 2013 bij Red Barn Radio, een radiostation gevestigd in Lexington, Kentucky. De twee EP's werden later als één album uitgebracht onder de naam Live on Red Barn Radio I & II. Enkele jaren gingen voorbij, tot Tyler Sturgill Simpson ontmoette via een bevriende muzikant. Simpson, zelf een succesvolle traditionele countrymuzikant, bood aan een album voor hem te produceren. Samen met David R. Ferguson produceerden zij het album Purgatory, dat in augustus 2017 werd uitgebracht. In 2018 won Childers een onderscheiding bij de Americana Music Honors & Awards in de catogorie Emerging Act of the Year. Het derde album Country Squire verscheen in augustus 2019. Dit album werd opnieuw geproduceerd door Simpson en Ferguson. In september 2020 bracht Childers Long Violent History uit, een album dat voornamelijk uit traditionele viooltracks bestaat. In het najaar van 2022 kwam een drievoudig album Can I Take My Hounds to Heaven? uit. Het album is verdeeld in drie delen: Hallelujah, Jubilee en Joyful Noise. In september 2023 verschijnt het zesde studioalbum Rustin' in the Rain. Het album bevat een Kris Kristofferson cover, namelijk Help Me Make It Through the Night uit 1970.

## The Food Stamps

### Huidige leden
- James Barker - pedal steel-gitaar
- Craig Burletic - basgitaar
- CJ Cain - gitaar
- Rodney Elkins - drums
- Chase Lewis - toetsen
- "The Professor" Jesse Wells - overige gitaren, viool

## Discografie

### Albums
Tussen haakjes totaal aantal weken in de lijst / * nog in de lijst
| Titel                           | Jaar       | Charts           | Charts          | VS Billboard Charts | VS Billboard Charts   | VS Billboard Charts | Opmerkingen |
| Titel                           | Jaar       | NL Album Top 100 | VL Ultratop 200 | Billboard 200       | Americana/Folk Albums | Top Country Albums  | Opmerkingen |
| ------------------------------- | ---------- | ---------------- | --------------- | ------------------- | --------------------- | ------------------- | ----------- |
| Bottles and Bibles              | 11-10-2011 | -                | -               | -                   | -                     | -                   | -           |
| Purgatory                       | 04-08-2017 | -                | -               | 71 (171wk*)         | 2 (242wk*)            | 9 (224wk*)          | VS: Platina |
| Country Squire                  | 02-08-2019 | -                | -               | 12 (2wk)            | 1 (1wk) (135wk)       | 1 (1wk) (27wk)      | -           |
| Long Violent History            | 18-09-2020 | -                | -               | 45 (1wk)            | -                     | 14 (6wk)            | -           |
| Can I Take My Hounds to Heaven? | 30-09-2022 | -                | -               | 8 (3wk)             | 2 (17wk)              | 3 (16wk)            | -           |
| Rustin' in the Rain             | 08-09-2023 | -                | -               | 10 (3wk)            | 2 (7wk*)              | 4 (7wk*)            | -           |

### Ep's
Tussen haakjes totaal aantal weken in de lijst / * nog in de lijst
| Titel                         | Jaar       | Charts           | Charts          | VS Billboard Charts | VS Billboard Charts   | VS Billboard Charts | Opmerkingen      |
| Titel                         | Jaar       | NL Album Top 100 | VL Ultratop 200 | Billboard 200       | Americana/Folk Albums | Top Country Albums  | Opmerkingen      |
| ----------------------------- | ---------- | ---------------- | --------------- | ------------------- | --------------------- | ------------------- | ---------------- |
| Live on Red Barn Radio        | 24-10-2013 | -                | -               | -                   | -                     | -                   | Livealbum        |
| Live on Red Barn Radio II     | 24-04-2014 | -                | -               | -                   | -                     | -                   | Livealbum        |
| Live on Red Barn Radio I & II | 21-12-2016 | -                | -               | -                   | 8 (48wk*)             | 25 (14wk)           | Livealbum        |
| OurVinyl Sessions             | 30-05-2017 | -                | -               | -                   | -                     | -                   | Akoestisch album |
| Reimagined                    | 18-10-2019 | -                | -               | -                   | -                     | -                   | Akoestisch album |

### Singles
Tussen haakjes totaal aantal weken in de lijst / * nog in de lijst
| Titel                 | Jaar | Charts    | Charts            | Charts         | VS Billboard Charts | VS Billboard Charts | VS Billboard Charts | Opmerkingen    |
| Titel                 | Jaar | NL Top 40 | NL Single Top 100 | VL Ultratop 50 | Hot 100             | Country Airplay     | Hot Country Songs   | Opmerkingen    |
| --------------------- | ---- | --------- | ----------------- | -------------- | ------------------- | ------------------- | ------------------- | -------------- |
| Lady May              | 2017 | -         | -                 | -              | -                   | -                   | -                   | VS: Platina    |
| Whitehouse Road       | 2017 | -         | -                 | -              | -                   | -                   | -                   | VS: Platina    |
| Universal Sound       | 2017 | -         | -                 | -              | -                   | -                   | -                   | -              |
| Feathered Indians     | 2017 | -         | -                 | -              | -                   | -                   | -                   | VS: 2× Platina |
| House Fire            | 2019 | -         | -                 | -              | -                   | -                   | -                   | VS: Goud       |
| All Your'n            | 2019 | -         | -                 | -              | -                   | -                   | 46 (2wk)            | VS: Platina    |
| Long Violent History  | 2020 | -         | -                 | -              | -                   | -                   | 48 (1wk)            | -              |
| Angel Band            | 2022 | -         | -                 | -              | -                   | -                   | 41 (2wk)            | -              |
| Way of the Triune God | 2022 | -         | -                 | -              | -                   | -                   | 37 (18wk)           | -              |
| In Your Love          | 2023 | -         | -                 | -              | 41 (10wk)           | 52 (5wk*)           | 7 (13wk*)           | -              |